# Корнинг, Крис
Кристофер (Крис) Корнинг (англ. Christopher "Chris" Corning; род. 7 сентября 1999 года, Силверторн, Колорадо, США) — американский сноубордист, выступающий в слоупстайле и биг-эйре, чемпион мира 2019 года в слоупстайле, обладатель Кубка мира в зачёте слоупстала и биг-эйра.
22 августа 2015 года в возрасте 15 лет выиграл этап Кубка мира в слоупстайле в новозеландской Кардроне.
В 2016 году стал чемпионом мира среди юниоров и в биг-эйре, и в слоупстайле. На чемпионате мира 2017 года среди взрослых в Сьерра-Неваде в возрасте 17 лет выиграл медали и в слоупстайле, и в биг-эйре. Через несколько недель после этого успеха выиграл золото юниорского чемпионата мира в слоупстайле.
11 ноября 2017 года в Милане впервые выиграл этап Кубка мира в биг-эйре. По итогам сезона 2017/18 выиграл зачёт Кубка мира в акробатических дисциплинах, а также зачёта слоупстайла и биг-эйра.

## Спортивные достижения

### Юниорские достижения
| Год  | Место проведения | Возраст | СС |
| ---- | ---------------- | ------- | -- |
| 2015 | ЮЧМ Ябули        | U19     | 10 |

### Результаты выступлений в Кубке мира
| 2015-16 Итоги (AFU) | 2015-16 Итоги (AFU) | Кардона | Кардона | Лондон | Сеул | Стамбул | Маммот Маутин | Маммот Маутин | Парк Сити | Бостон | Квебек | Саппоро | Пхеньян | Шпиндлерув-Млин |
| Очков               | Место               | Х-П     | C-C     | Б-Э    | Б-Э  | Б-Э     | Х-П           | C-C           | Х-П       | Б-Э    | Б-Э    | Х-П     | C-C     | C-C             |
| 2520                | 2                   | -       | 1       | CANC   | CANC | CANC    | -             | 8             | -         | -      | -      | -       | 6       | 2               |

| 2014-15 Итоги (AFU) | 2014-15 Итоги (AFU) | Купер | Стамбул | ЧМ Крайшберг | ЧМ Крайшберг | ЧМ Крайшберг | Стоунхем | Стоунхем | Стоунхем | Парк-Сити | Парк-Сити | Шпиндлерув-Млин |
| Очков               | Место               | Х-П   | Б-Э     | Х-П          | С-С          | Б-Э          | Х-П      | С-С      | Б-Э      | Х-П       | С-С       | С-С             |
| 28                  | 107                 | -     | -       | -            | -            | -            | CANC     | -        | -        | -         | 31        | -               |